# Oksbøl (Varde)
Oksbøl is een plaats in de Deense regio Zuid-Denemarken, gemeente Varde. De plaats telt 2853 inwoners (2018) en maakt deel uit van de parochie Aal. In Oksbøl bevinden zich diverse voorzieningen, zoals een school, sportpark en een station.
In Oksbøl staat de parochiekerk, Aal Kirke. Deze 12e-eeuwse kerk heeft een romaanse kern van tufsteen. In het schip van de kerk zijn fresco's van Sint Nicolaas bewaard gebleven uit de periode 1200-1225.
Van 1945 tot 1949 bevond zich in Oksbøl een vluchtelingenkamp. Duitse soldaten, vrouwen en kinderen ontvluchtten de chaos in Duitsland en het oprukkende Rode Leger. Drie maanden na het einde van de Tweede Wereldoorlog waren er al 9.000 Duitse vluchtelingen in het kamp ondergebracht; op het hoogtepunt woonden er 36.000 vluchtelingen.
Oksbøl was tot 2007 de hoofdzetel van de gemeente Blåvandshuk. In dat jaar ging de gemeente op in de gemeente Varde.